# Mýtna
Mýtna je obec v okrese Lučenec v Banskobystrickém kraji na Slovensku. Leží na rozhraní Stolických vrchů a pohoří Ostrôžky v údolí Krivánskeho potoka. Nejbližší města jsou Detva vzdálena šestnáct kilometrů severozápadně a Lučenec devatenáct kilometrů jihovýchodně. Žije zde přibližně 1 200 obyvatel.
První písemná zmínka o vesnici pochází z roku 1393. Na kopci nad vesnicí se nachází raně gotický opevněný evangelický kostel z druhé poloviny 13. století. V 15. století jej obsadili bratříci a přestavěli na pevnost. Dřevěná zvonice byla postavena v 18. století.
Do správního území obce zasahuje část přírodní památky Krivánsky potok.